# 브리트니 머피
브리트니 앤 머피 몬잭(영어: Brittany Anne Murphy-Monjack, 1977년 11월 10일 ~ 2009년 12월 20일)은 미국의 배우이다. 그녀는 영화 《우리 방금 결혼했어요》, 《8마일》, 《씬 시티》, 《업타운 걸스》, 《라이딩 위드 보이즈》, 《처음 만나는 자유》 등에 출연했다. 폐렴과 빈혈, 약물 중독으로 2009년 12월 20일에 사망했다.

## 작품 목록
- 클루리스 (1995)
- 프리웨이 (1996)
- 봉워터 (1998)
- 드롭 데드 고저스 (1999)
- 처음 만나는 자유 (1999)
- 돈 세이 워드 (2001)
- 라이딩 위드 보이스 (2001)
- 스펀 (2002)
- 8마일 (2002)
- 업타운 걸스 (2003)
- 씬 시티 (2005)
- 해피 피트 (2006)
- 데드 걸 (2007)
- 데드라인 (2009) - 앨리스 역
- 메가폴트 (2009)
- 어크로스 더 홀 (2009)
- 트리뷰트 (2009) - 쉴라 맥고웬 역